# 靈光小學
靈光小學（英語：Emmanuel Primary School，簡稱EPS，是一所位於香港荃灣區深井的津貼小學，兼收男女學生。於1956年成立，由辦學團體靈光堂開辦，此校校訓為「敬神愛人」。

## 校政管理

### 歷任校監
- 譚唐襄 女士（1956年至1959年）
- 王陳秉貞 女士（1959年至1981年）
- 梁張凌川 女士（1981年至1986年）
- 高主賜 先生[2]（1987年至1998年）
- 鄧意民 先生（1986年至1987年, 2003年至2015年）
- 何皓良 先生（2015年至今）

### 歷任校長
- 俞慧英 女士（1956年至1957年）
- 鄭和益 先生（1957年至1963年）
- 劉翼華 先生（1963年至1983年）
- 梁錦洪 先生（1983年至1986年）
- 毛恩光 女士（1986年至1995年）
- 蔡惠華 女士[2]（1995年至2002年）
- 趙槑 女士（2002年至2005年）
- 陳翠賢 女士（2005年至2010年）
- 黃啟倫 先生（2010年至今）

## 辨學宗旨
此校秉承基督教「敬神愛人」的精神，培養學生在德、智、體、群、美、靈六育的均衡發展，除了注重學生的學業水平及品格培養外，亦全面發掘學生的體藝潛質，將來貢獻社會，榮神益人。

## 創校歷史
靈光堂於1954年，由當時的立法局立法「靈光堂法團條例（1069章）」正式註冊為教會，並被承認為慈善團體。這樣特別的被加入香港法例的教會並不多，因為大部分香港教會，只需要有公司註冊及商業登記便可擁有法定地位。初期的靈光堂有不同國家的信徒（可說是國際性的團體），信徒更是多宗派的背景（可說是跨宗派的教會），而且當時還未有姊妹教會。第一批受洗的弟兄姊妹是在1952年深井外展工作的果子。後來上帝動了善工，得律敦治先生將原來的小山丘捐贈出來，經多方努力及籌劃之下於1955年建成現在之教會建築物，深井靈光堂正式成立，並開辦第一所私立的靈光小學，造福村民。饒培德牧師夫婦亦遷往深井就近的青龍頭居住，每月在深井教會講道及施聖餐，同時亦繼續拓展靈光堂的其他事工。
此外，靈光小學曾在2016年被列為香港百間低於標準校舍學校。校長黃啟倫稱，校舍只有六個班房及半個球場，設施嚴重不足。學校曾五度申請大型維修，在校舍旁空地加建視藝室，但遭教育局拒絕。

## 校舍
- 佔地面積：約4000平方米
- 課室數目：6間
- 校園設備：升降機、傷健人士用之洗手間、輪椅升降台[7]
- 其他設施：學校禮堂、操場、天台球場、一萬平方尺園圃、STEM room、圖書館、演講廳、教員休息室、活動室、教學資源室3個、英語活動室2個、輔導室

## 著名／傑出校友
- 曾偉明：香港男演員[註 1]
- 伍詠詩：香港女演員
- 莊子璇：2023年度香港小姐競選冠軍